# Chilon (genre)
Pour le philosophe, voir Chilon.
Genre
Synonymes
- Monorhabdium Loman, 1902
- Metachilon Roewer, 1923
- Parachilon Roewer, 1923
- Bindercola Roewer, 1935
- Tsadsea Roewer, 1935
- Acanthocoryphus Roewer, 1953
- Sangalkamia Roewer, 1953
- Villiersiella Roewer, 1953
- Kobacoryphus Roewer, 1961

Chilon est un genre d'opilions laniatores de la famille des Assamiidae.

## Distribution
Les espèces de ce genre se rencontrent en Afrique de l'Ouest et en Afrique équatoriale.

## Liste des espèces
Selon World Catalogue of Opiliones (07/06/2021) :
- Chilon albater (Roewer, 1935)
- Chilon cinctus Sørensen, 1896
- Chilon horridus (Roewer, 1912)
- Chilon laevituber (Roewer, 1953)
- Chilon robustus Sørensen, 1896
- Chilon royi (Roewer, 1961)
- Chilon salebrosus (Karsch, 1879)
- Chilon scaber Sørensen, 1896
- Chilon undulatus Sørensen, 1896
- Chilon villiersi (Roewer, 1953)

## Publication originale
- Sørensen, 1896 : « Opiliones Laniatores a cl. Dr. Yngwe Sjöstedt in Kamerun (Africa Centrali) collectos. » Entomologisk Tidskrift, vol. 17, p. 177–202 (texte intégral).